# 森特勒利亞鎮區 (伊利諾伊州馬里昂縣)
森特勒利亞鎮區（英語：Centralia Township）是位於美國伊利諾伊州馬里昂縣的一個行政鎮區。

## 地方資料
根據2010年美國人口普查的數據，森特勒利亞鎮區的面積為93.50平方千米，當中陸地面積為90.70平方千米，而水域面積為2.80平方千米。當地共有人口14547人，而人口密度為每平方千米155.58人。